# 無記
無記（羅馬化：avyākṛta），佛學術語，意思是無法分辨。在部派佛教教內，上座部將所有事物的本性都區分為善、惡或無記三性。
此外，《阿含經》曾經提及一組一般性的哲學問題，這些問題也被稱為無記，佛教認為針對它們的任何一個解答方案都是不合適的，而且試圖解答它們此舉不會帶來益處，故此釋迦牟尼佛對這些問題不作回答。在漢傳佛教教內，有十四無記的相關説法，此外又有十六無記的相關説法。在《巴利文大藏經》中，則被稱十無記。

## 字源
梵文中，記（vyākṛta）是分別、區分、發展、斷定的意思。加上否定詞頭a-，無記的字面意義，為無法斷言、無法區分其特性之意。

## 概論
在部派佛教中，大眾部將一切法分為善與惡兩大特性，但是上座部則主張在善與惡之外還有一些無法被區分性質的事物，稱為無記。

## 種類

### 十無記
南傳上座部佛教理論中十無記問題的現代解釋如下：
1. 世界恒常存在吗？
2. 世界不恒常存在嗎？
3. 世界有邊際嗎？
4. 世界無邊際嗎？
5. 生命與自我是同一的嗎？
6. 生命與自我不是同一的嗎？
7. 如來死後還存在嗎？
8. 如來死後不存在了嗎？
9. 如來死後既存在又不存在嗎？
10. 如來死後既非存在又非不存在嗎？

### 十四無記
漢傳佛教理論中十四無記問題的字句和現代解釋如下：
|                                   | 《雜阿含經·四〇八經》 | 《雜阿含經·九六二經》 | 《中阿含經·箭喻經》 |
| --------------------------------- | --------------------- | --------------------- | ------------------- |
| 1.世界恒常存在吗？                | 世間有常              | 世間常                | 世有常              |
| 2.世界不恒常存在嗎？              | 世間無常              | 世間無常              | 世無有常            |
| 3.世界既恒常又不恒常嗎？          | 世間有常無常          | 世間常無常            |                     |
| 4.世界既非恒常又非不恒常嗎？      | 世間非有常非無常      | 世間非常非無常        |                     |
| 5.世界有邊際嗎？                  | 世間有邊              | 世間有邊              | 世有底              |
| 6.世界無邊際嗎？                  | 世間無邊              | 世間無邊              | 世無底              |
| 7.世界既有邊又無邊嗎？            | 世間有邊無邊          | 世間邊無邊            |                     |
| 8.世界既非有邊又非無邊嗎？        | 世間非有邊非無邊      | 世間非邊非無邊        |                     |
| 9.生命與自我是同一的嗎？          | 是命是身              | 命即是身，是命是身    | 命即是身            |
| 10.生命與自我不是同一的嗎？       | 命異身異              | 命異身異              | 為命異身異          |
| 11.如來死後還存在嗎？             | 如來死後有            | 如來有後死            | 如來終              |
| 12.如來死後不存在了嗎？           | 如來死後無            | 如來無後死            | 如來不終            |
| 13.如來死後既存在又不存在嗎？     | 如來死後有無          | 如來有無後死          | 如來終不終          |
| 14.如來死後既非存在又非不存在嗎？ | 如來死後非有非無      | 如來非有非無後        | 如來亦非終亦非不終  |

「命即是身」和「命異身異」的含義可參見 《雜阿含經·二九七經》即《大空法經》。重要的無記問題還有「苦樂自作」、「苦樂他作」、「苦樂為自他作」、「苦樂非自非他無因作」和「自作自覺」、「他作他覺」等。

## 說法因緣
在《雜阿含經·卷第十六·四〇八》中記載，佛陀在佛住王舍城迦蘭陀竹園時，有很多比丘聚在一起討論世間是否為常等問題，佛陀告訴他們，這些論題「非義饒益，非法饒益，非梵行饒益，非智，非正覺，非正向涅槃」，並且鼓勵他們討論苦聖諦、苦集聖諦、苦滅聖諦、苦滅道跡聖諦。
在《雜阿含經·卷第三十四·九六二》中，佛陀在王舍城迦蘭陀竹園時，婆蹉種出家來拜見佛陀，佛陀以「猶如有人於汝前然（燃）火」的譬喻給予婆蹉種相同的建議，其聲稱應速滅火，而不應求問燃火者向何處。
在《中阿含經·卷第六十·箭喻經第十》中，地點是舍衛國，對象是尊者鬘童子，佛陀答以「猶如有人身被（披）毒箭」的譬喻，應求速拔箭，而不應求問箭從何方射來。
另一個説法聲稱佛陀並非認為宇宙的真實面貌無法為人們所了解，但因為被稱為無記的這些問題所隱含的前提本身就是錯誤的，所以它們根本沒有有意義的答案，故此佛陀以沉默一事作回應。

## 擴展閱讀
- 《雜阿含經·卷第十六·四〇八》CBETA
- 《雜阿含經·卷第三十四·九六二》CBETA
- 《中阿含經·卷第六十·箭喻經第十》CBETA